# Pacto de Tortosa
El Pacto de Tortosa, o Pacto Federal de Tortosa (Tortosa, España, 18 de mayo de 1869), fue un manifiesto ideológico y un proyecto de organización de las fuerzas republicano-federales de Cataluña, Valencia, Aragón y las Islas Baleares firmado por los representantes del Partido Republicano Democrático Federal en esos territorios de la antigua Corona de Aragón. Fue la primera expresión práctica del federalismo pactista, cuyo principal defensor en España era Francisco Pi y Margall.
Este pacto fue seguido por el pacto de Córdoba, constituido el 12 de junio por los representantes federales de las provincias de Andalucía, Extremadura y Murcia; el pacto de Valladolid, constituido el 15 de julio por los representantes federales de las dos Castillas y de León; el pacto de Éibar, para las Vascongadas y Navarra, y el de La Coruña, que agrupaba a Galicia y Asturias. A finales de julio se constituyó en Madrid un Pacto Nacional del que surgió un Consejo Nacional que debía entenderse «con las asambleas de los cinco Pactos».

## Historia
Tras el triunfo de la Revolución de 1868 que puso fin al reinado de Isabel II, se celebraron en enero del año siguiente las elecciones a Cortes Constituyentes en las que el Partido Republicano Federal obtuvo un buen resultado en Aragón, Cataluña y Valencia —aunque globalmente inferior a sus expectativas— lo que animó a la celebración en Tortosa en mayo de una asamblea federal de los territorios de la antigua Corona de Aragón —aunque no acudió ningún representante de las provincias de Gerona y de Alicante—. La presidencia la ocupó el alcalde de Tortosa, Manuel Bes, y las vicepresidencias les correspondieron a Anselmo Clavé (Cataluña), José Franch (Valencia) y Mamés Benedicto (Aragón). En la reunión estuvo también presente Valentín Almirall, quien tras el fracaso del proyecto federal de la Primera República Española sería el principal impulsor del catalanismo político.
En el preámbulo del acuerdo al que se llegó se decía que los presentes se habían unido «para resistir a la tiranía y a fuer de aragoneses, catalanes y valencianos, evocando en nuestro favor honrosos antecedentes históricos». En los artículos 1º, 2º y 4º se decía:

1º.Los ciudadanos aquí reunidos convienen que las tres antiguas provincias de Aragón, Cataluña y Valencia, incluidas las Islas Baleares, estén unidas y aliadas para todo lo que se refiera a la conducta del Partido Republicano y a la causa de la Revolución, sin que de ninguna manera se deduzca de ello que pretenden separarse del resto de España.
2º. Asimismo manifiestan que la forma de gobierno que creen conveniente para España es la República democrática federal.
4º. No consideran conveniente apelar a la fuerza material por el solo hecho de que las Cortes Constituyentes voten la forma monárquica, siempre que en lo sucesivo no se conculquen los principios proclamados en la revolución de septiembre.